# Wiera Orłowa (1894–1977)
Wiera Gieorgijewna Orłowa (ros. Ве́ра Гео́ргиевна Орло́ва; ur. 27 maja 1894, zm. 28 września 1977) – rosyjska i radziecka aktorka kina niemego. Najbardziej znana z roli Lizy w filmie Dama pikowa. W filmie tym umiejętnie pokazała dramat prostej dziewczyny, skłonnej do poświęceń. Wcieliła się również w rolę postaci Maszy w filmie Aelita.

## Filmografia
- 1915: Nikołaj Stawrogin jako Dasza
- 1916: Dama pikowa jako Liza
- 1917: W sidłach szatana
- 1918: Ojciec Sergiusz jako córka kupca
- 1921: Najpierw sprawiedliwość
- 1924: Aelita jako Masza
- 1927: Prostytutka